# Pascal Eisele
Pascal Eisele (ur. 27 grudnia 1992) – niemiecki zapaśnik startujący w stylu klasycznym. Brązowy medalista mistrzostw świata w 2017. Triumfator mistrzostw Europy w 2016; piąty w 2013 i 2022. Siódmy w indywidualnym Pucharze Świata w 2020. Piąty na igrzyskach europejskich w 2015. Mistrz świata wojskowych MŚ w 2016. Piąty w Pucharze świata w 2017 i siódmy w 2015 roku.
Mistrz Niemiec w 2014 i 2019; trzeci w 2012, 2013 i 2015 roku.